# Michel Gelly
Michel Gelly, né le 15 juin 1863 à Besse (Puy-de-Dôme) et mort le 29 novembre 1916 à Cusset (Allier), est un professeur de dessin et aquarelliste français.

## Biographie
Né le 15 juin 1863 à Besse, un bourg situé près d'Issoire, Michel Gelly est le fils d'Antoinette Gelly, née Tournade, et de Grégoire Gelly, chapelier.
Entré en 1879 à l’École normale d'instituteurs de Clermont, il en sort breveté en 1882 avant d'être nommé instituteur-adjoint à Riom. Maître répétiteur au petit lycée de Clermont-Ferrand (dont les bâtiments font aujourd'hui partie du lycée Jeanne-d'Arc) depuis 1885, il est nommé professeur de dessin au collège de Cusset le 10 octobre 1887.
Le 8 mars 1888, Michel Gelly épouse Anne Barret (1860-1935), couturière en robes.
Outre son poste au collège de Cusset, Gelly est également chargé de l'enseignement du dessin à l’école supérieure des garçons (école Carnot) de Vichy dès 1888 et à l'école communale de garçons de Cusset à partir de 1890. En 1892, l'École des beaux-arts de Paris lui décerne le certificat d'aptitude à l'enseignement du dessin pour les écoles primaires puis celui concernant les établissements d'enseignement secondaire. Le 9 novembre 1899, il est nommé directeur-professeur de l’École d'art de Vichy. Par la suite, il enseigne aussi à l'école Jules-Ferry de Vichy. Son enseignement inclut des cours de dessin en plein air.
En 1901, deux de ses dessins de Cusset (la place Victor-Hugo et les vestiges de l'ancienne abbaye) sont publiés dans le Guide du touriste, du naturaliste et de l'archéologue consacré au Puy-de-Dôme et à Vichy par Marcellin Boule. La même année, il cofonde la section vichyssoise de la Société populaire des beaux-arts, dont il devient trésorier. Officier d'académie depuis 1896, il est nommé officier de l'instruction publique en 1904.
Réputé localement pour ses aquarelles de paysages dès les années 1890,, Gelly expose quatre de ses œuvres (deux vues des rues de Châteldon, une vue de la Villetour à Besse et une vue du coteau des Bartins à Vichy) au Salon des artistes français de 1904, dont le catalogue précise que Gelly est l'« élève de M. Beylard ».
En 1908, il fonde une section vichyssoise de la Société nationale de l'art à l'école, dont il prend la présidence.
En 1911, Michel et Anne Gelly ont la douleur de perdre leur fils Auguste, âgé de 22 ans, qui venait juste de commencer sa carrière dans l'administration des contributions directes.
Affaibli par la maladie, Michel Gelly meurt le 29 novembre 1916 en son domicile de la rue Jean-Baptiste-Bru.

## Galerie

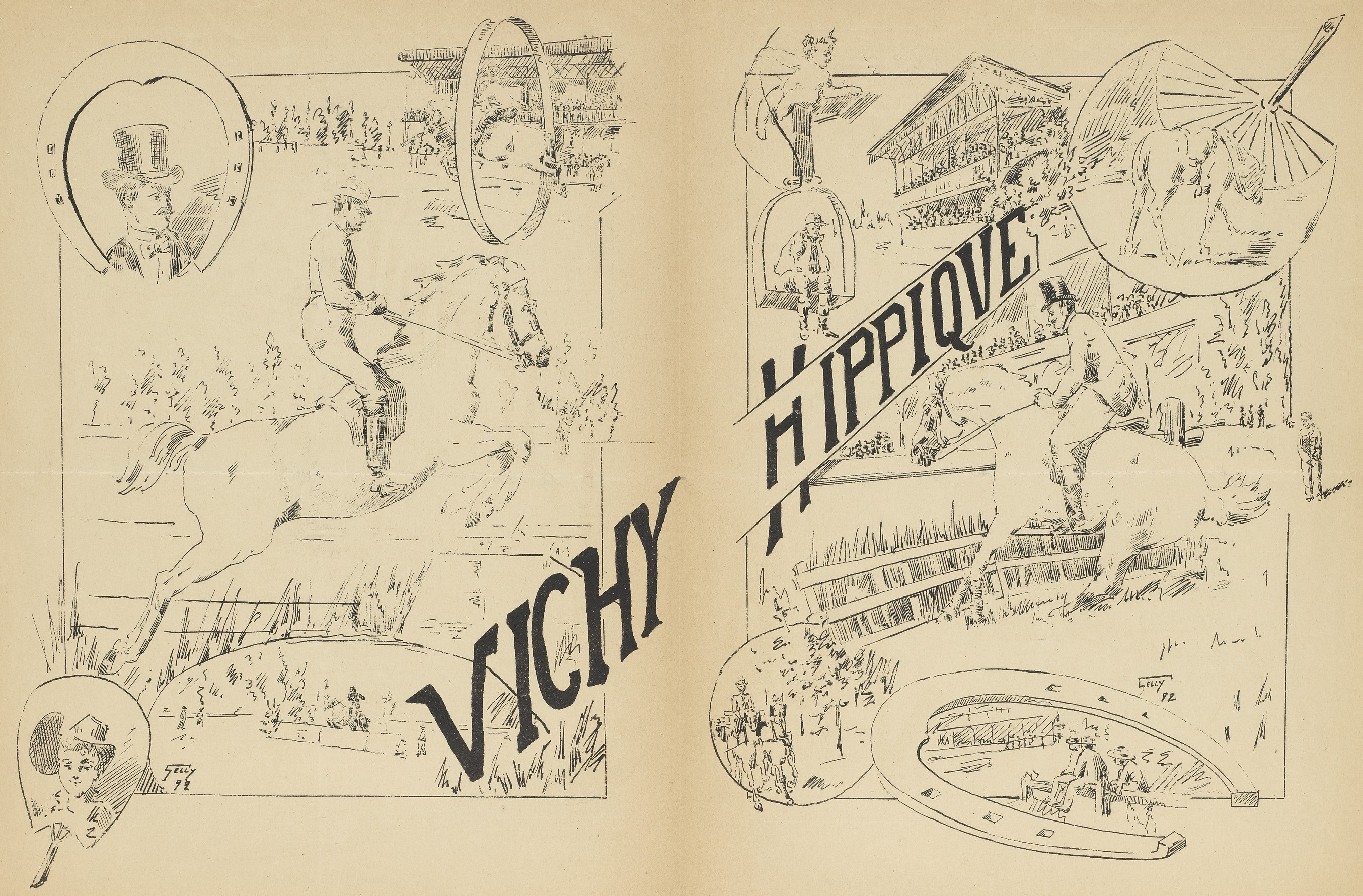
Dessin à propos du concours hippique de Vichy (Vichy-Élégant, 7 juillet 1892).
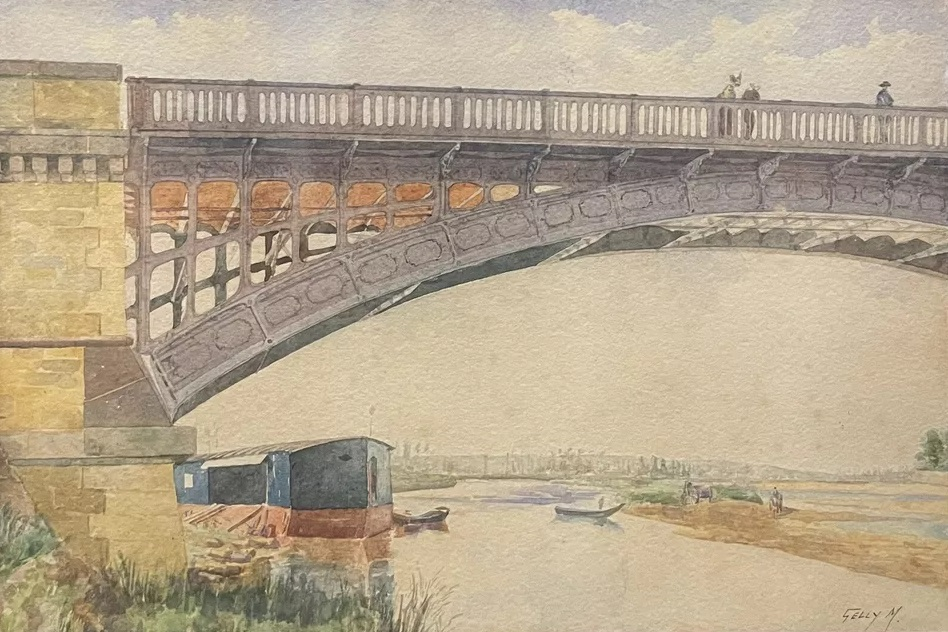
Pont de Bellerive, aquarelle, sans date.
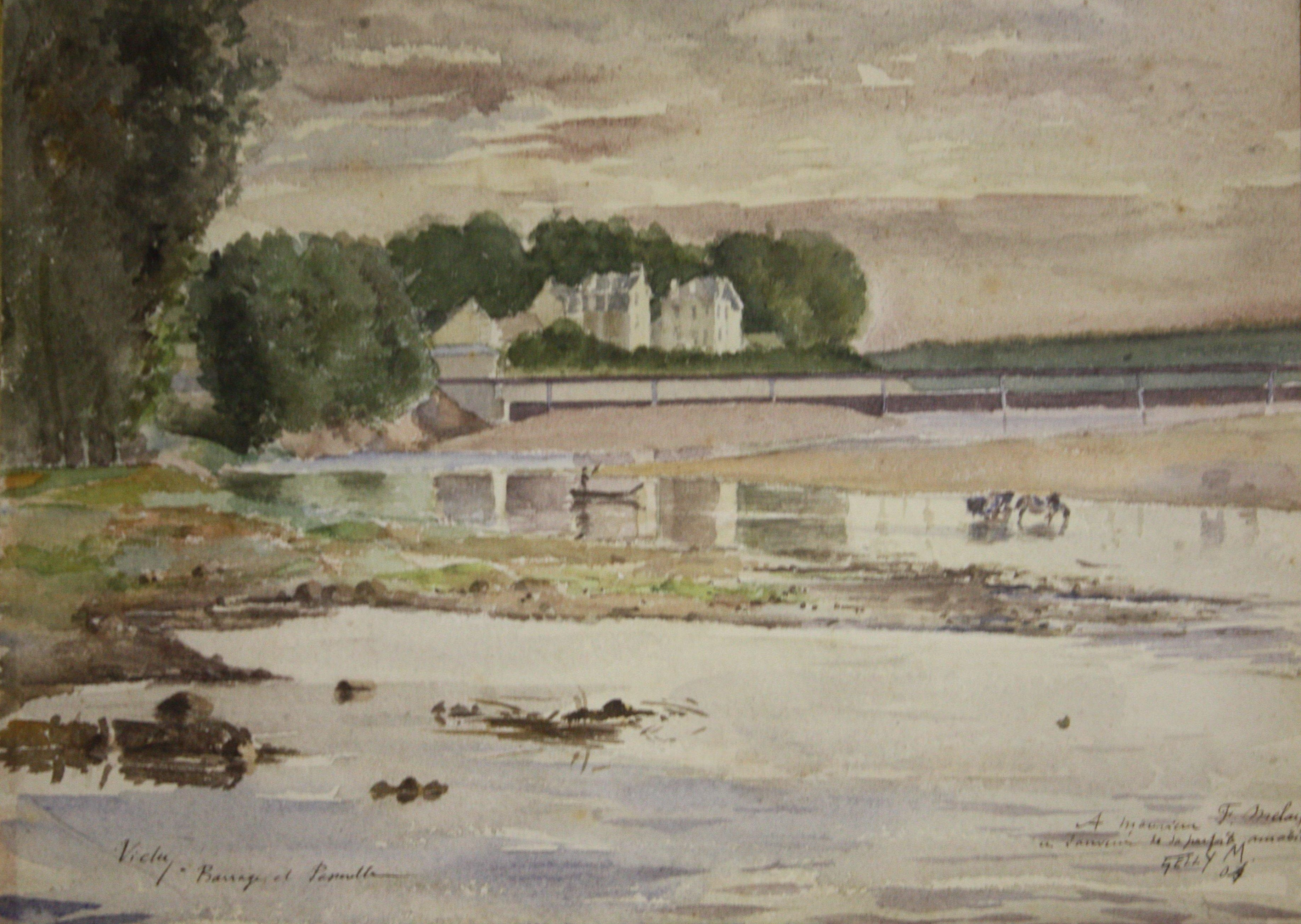
Vichy : barrage et passerelle, aquarelle, 1904.
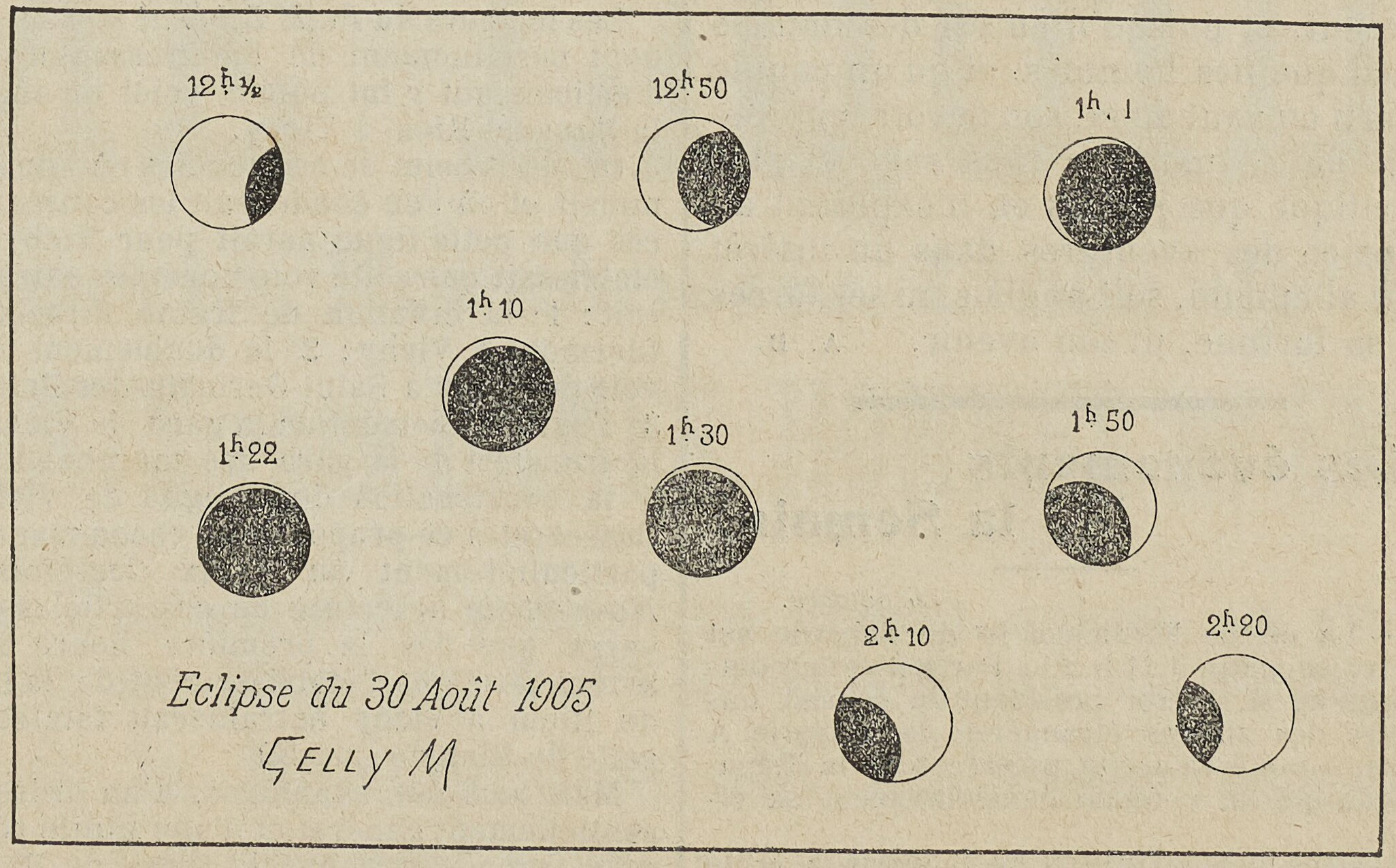
Eclipse du 30 août 1905 (Le Petit Libéral de Cusset-Vichy, 22 octobre 1905).
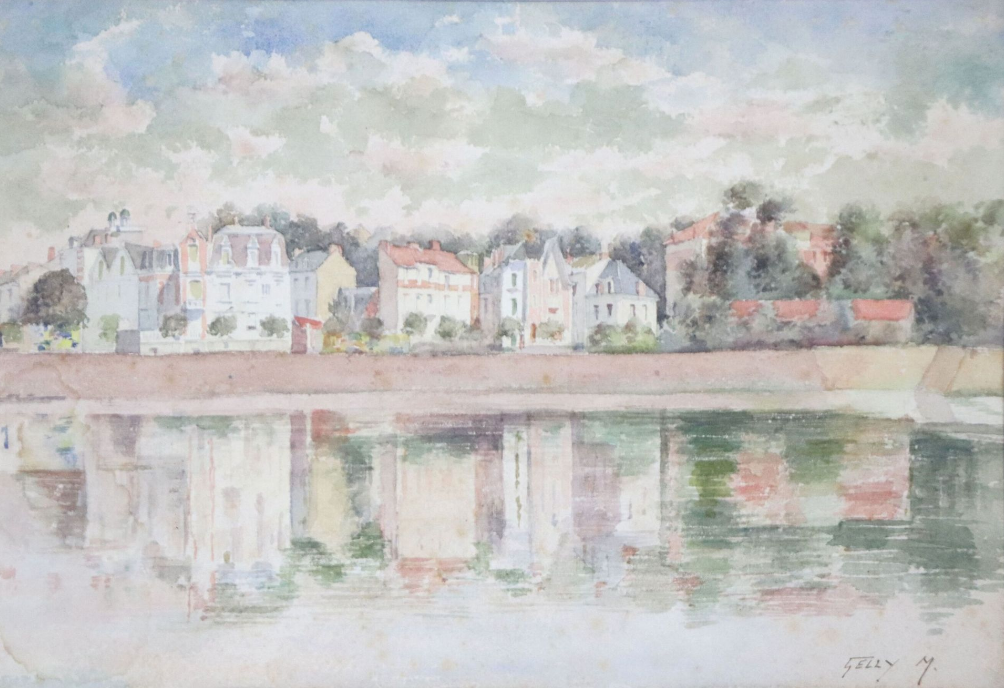
Vichy : villas au bord de l'Allier, aquarelle, sans date.
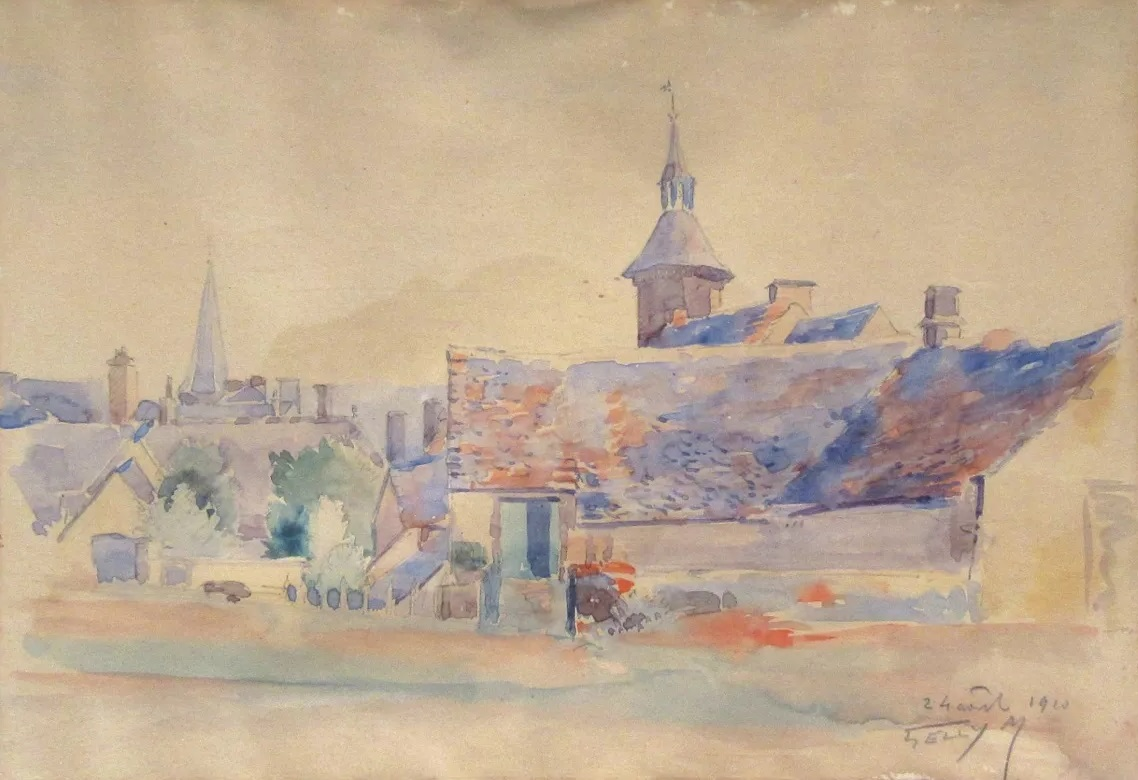
Vue de Besse, aquarelle, 1910.